# Церковь Сан-Франческо-ди-Паола-ай-Монти
Церковь Сан-Франческо-ди-Паола-ай-Монти (итал. La chiesa di San Francesco di Paola ai Monti — «Церковь Святого Франциска ди Паола на горах») — титулярная церковь в Риме в районе Монти. Посвящена Святому Франциску из Паолы, святому отшельнику, основателю ордена минимов. Монахи ордена до настоящего времени служат в этой церкви.

## История
Храм был построен в 1645—1650 годах на средства, предоставленные Олимпией Альдобрандини Памфили, которая (как и Святой Франциск из Паолы) имела корни в Калабрии. Здание построили по проекту Джованни Пьетро Моранди, было передано монахам ордена минимов и стало национальной церковью калабрийцев. Монастырь был отреставрирован отцом Франческо Заварони ди Монтальто, генералом ордена, и с привлечением в качестве архитектора Луиджи Береттони.
Главный алтарь церкви в стиле позднего барокко был изготовлен Джованни Антонио де Росси около 1655 года (ему также приписывают деревянную скинию церкви. Для церкви не было построено собственной колокольни — вместо неё была использована башня «Torre dei Margani» XII века.
Храм был освящён только 10 июля 1728 года папой Бенедиктом XIII. Нижняя часть фасада была заново отделана штукатуркой в XVIII веке, а затем вся церковь была восстановлена в 1826 году папой Львом XII.
Церковь является титулярной дьяконией, созданной Папой Павлом VI 7 июня 1967 года. Последним титулярным кардиналом-дьяконом церкви с 21 октября 2003 года до своей смерти был Ренато Мартино.

## Капеллы
Многие произведения искусства расположены в капеллах церкви. Икона Святого Франциска, согласно преданию, является копией его портрета. Потолок сакристии расписан Сассоферрато на тему «Явление Пресвятой Девы Марии Святому Франциску из Паолы». На боковой стене — «Распятие» и «Святой Франциск из Паолы» работы Франческо Коцци.
Боковые капеллы по правой стороне нефа:
1-я: Алтарь Девы Марии и святых Анны, Иоакима работы Филиппо Луци, фрески плафона Онофрио Авеллино.
2-я: Алтарь Святого Франциска Ассизского
3-я: Алтарь Святых Франциска из Паолы и Франциска Сальского, покровителей ордена, написанный Антонио Креколини.
Капеллы левой стороны
1-я: Алтарь Стефано Поццо, фрески плафона Онофрио Авеллино
2-я: Алтарь Непорочного Зачатия работы Стефано Поццо
3-я: Алтарная картина «Святой Михаил Архангел» Джакомо Триги. Там же в порфировой урне хранятся мощи блаженного Николая Лангобардийского.
У входа в пресвитерий находятся надгробия Ладзаро Паллавичини и Джованни Пиццулло работы Агостино Корсини.